# Abd al-Rahman ibn Abd Allah al-Ghafiqi
Pour les articles homonymes, voir Abd al-Rahmān.
Abd al-Rahman ibn Abd Allah al-Ghafiqi (en arabe : عبد الرحمن بن عبد الله الغافقي (ʿAbd al-Raḥmān ibn ʿAbd Allāh al-Ghāfiqī),) est un commandant et gouverneur arabe omeyyade, wali d'al-Andalus. Il est surtout connu pour avoir dirigé les forces musulmanes lors de la bataille de Poitiers, en 732. 
Al-Ghafiqi est nommé gouverneur d'al-Andalus vers 730 et mène en 732 plusieurs campagnes militaires fructueuses à travers les Pyrénées dans les territoires aquitains où il réussit à mettre à sac et à capturer la ville de Bordeaux, après avoir vaincu le duc Eudes d'Aquitaine lors de la bataille à l'extérieur de la ville, puis une seconde armée le long de la Garonne — où les chroniqueurs occidentaux affirment que « Dieu seul connaît le nombre des tués ». Son armée s'enfonce en Aquitaine, avançant vers le nord, avant d'être défaite en 732, par les forces aquitaines, renforcées et menées par celles de Charles Martel.

## Filiation patrilinéaire
Sa filiation patrilinéaire (nasab) est la suivante : Abd al-Rahman ibn Abd Allah ibn Makhsh ibn Zayd ibn Jabalah ibn Dhahir ibn Al-A'adh ibn Ghafiq ibn Al-Chahid ibn Alqamah ibn Akk (en) ibn Adnan (en arabe : عبد الرحمن بن عبد الله بن مخش بن زيد بن جبلة بن ظهير بن العائذ بن عائذ بن غافق بن الشاهد بن علقمة بن عك بن عدنان). 

## Biographie

### Origine
Abd al-Rahman est originaire de la tribu arabe tihamite de Ghafiq. Il a emménagé en Ifriqiya (Tunisie actuelle), puis au Maghreb central, et occidental où il a fait connaissance avec Moussa Ibn Noçaïr, et son fils Abd al-Aziz, les walis d'al-Andalus. 

### Bataille de Toulouse

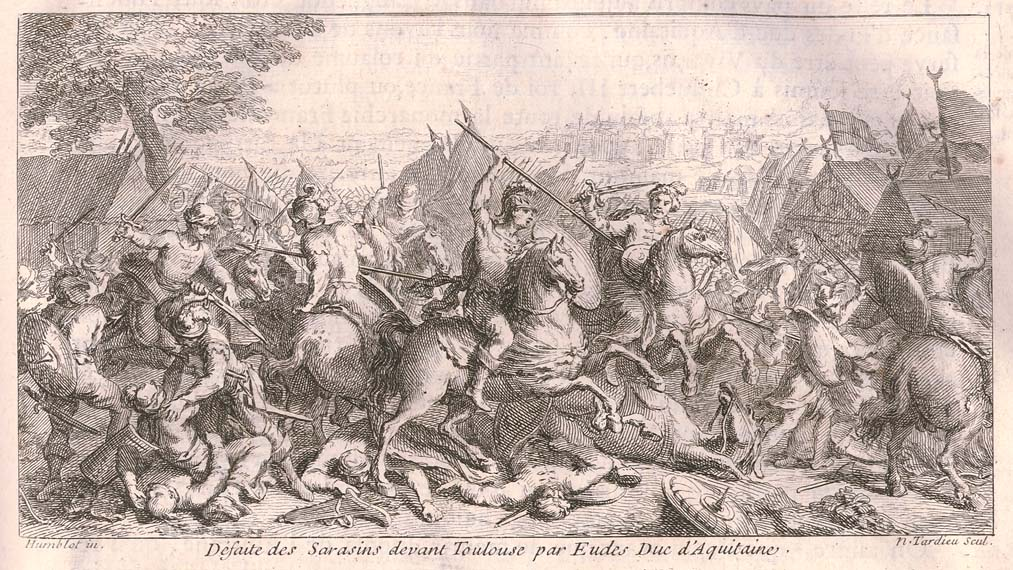
Défaite des Sarrasins devant Toulouse par Eudes d’Aquitaine, par Claude Devic et Joseph Vaissète (Histoire générale de Languedoc, 1746).

En 721, il participe à la bataille de Toulouse, dans laquelle Al-Samh ibn Malik al-Khawlani est tué par les armées du duc Eudes d'Aquitaine. Après la défaite, il a fui vers le sud avec d'autres commandants et troupes, et a pris le commandement de l'Est d'al-Andalus le 10 juin 721. Il a été brièvement relevé de son commandement, quand Anbasa ibn Suhaym al-Kalbi a été nommé à sa place par le calife Yazīd II en août 721. Après la mort d'Anbasa au combat contre les Francs en 726, dans le Sud de la France actuelle, plusieurs commandants ont été successivement mis en place, mais aucun n'est resté au pouvoir très longtemps.

### Bataille de Bordeaux
En 730, il est nommé wali (gouverneur) d'al-Andalus par le calife Hicham. David Levering Lewis le décrit comme « [...] intelligent, éloquent et un administrateur accompli ». En apprenant que Othman ibn Naïssa, dit Munuza, le vice-gouverneur de Catalogne, avait conclu une alliance avec le duc Eudes d'Aquitaine, afin d'établir son indépendance, Abd al-Rahman se hâte de réprimer la rébellion. Il a engagé les armées du seigneur berbère et l'a tué, en 731 (selon certains récits, Munuza s'est suicidé).
Abd al-Rahman rassembla des troupes à Pampelune, appella des recrues du Yémen et du Levant, et se prépara à traverser les Pyrénées, Il passe ainsi en Gascogne puis en Aquitaine, selon un chroniqueur Arabe non identifié : « cette armée a traversé tous les lieux comme une tempête désolante », et saccagé et pris la ville de Bordeaux, après avoir vaincu le duc Eudes d'Aquitaine, au combat à l'extérieur de la ville, puis de nouveau battu une deuxième armée du duc Eudes à la bataille de Bordeaux - où les chroniqueurs occidentaux ont déclaré, « Dieu seul connaît le nombre des morts ». Contrairement à Toulouse, où Eudes a gagné en surprenant les armées musulmanes lorsqu'il a secouru la ville en 721, cette fois ses forces ont dû affronter la cavalerie musulmane en bataille ouverte, et ont été complètement détruites. De même, les forces musulmanes auxquelles il avait fait face lors de la bataille de Toulouse étaient essentiellement de l'infanterie légère et, tout en étant de bons combattants, n'étaient pas proches du calibre de la cavalerie arabe amenée par l'émir dans cette invasion.

### Bataille de Poitiers

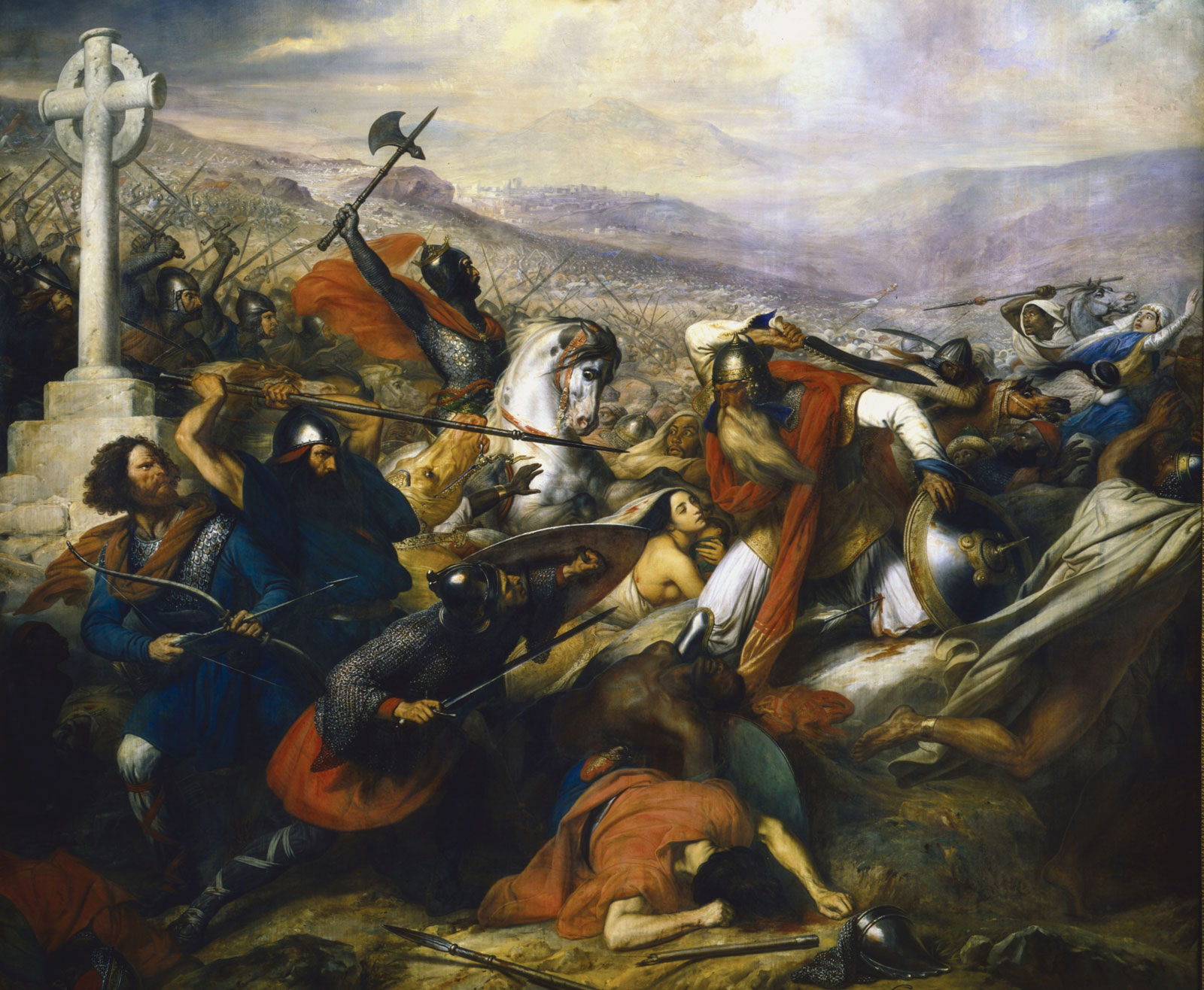
Bataille de Poitiers, en octobre 732, par Charles de Steuben (1837).

Eudes, à la recherche d'aide, a fui, avec la noblesse restante, vers Charles Martel. Ce dernier faisait campagne sur le Danube lorsque la nouvelle lui parvint. Le chef Franc avait un corps d'infanterie professionnelle chevronné lui avait fait campagne avec lui pendant de nombreuses années, et a ordonné la marche forcée de son armée vers l'Aquitaine. L'historien Chris Rowley estime l'armée franque à « 20 000 à 30 000 hommes, Francs et Burgondes, accompagnés de soldats locaux moins disposés à faire partie du mur de boucliers ».
Charles, après « une semaine de manœuvres et d'accrochages »,  a soigneusement choisi le champ de bataille et plaça ses hommes en surplomb de la voie romaine pour l'affrontement final, lui donnant ainsi une vue dominante et l'assurance d'un engagement en descente. Les Francs ont tenu leur formation défensive toute la journée, et ont repoussé des charges répétées de la cavalerie musulmane. Puis, il fit intervenir sa cavalerie au bon moment, et fit s'effondrer le centre de l'armée adverse. Abd al-Rahman s'engagea plus en avant mais, au moment où il commençait à réussir à vaincre, il fut tué par une flèche. Sa mort démoralisa ses troupes même si certains combattants continuèrent jusqu'au coucher du soleil. Le lendemain, les vainqueurs de la veille eurent la surprise de trouver le camp ennemi désert. Selon l'historien David Lewis, les soldats musulmans étaient accompagnés de leurs familles. Les épouses et les concubines figuraient parmi les victimes. 
Cette bataille est utilisée depuis le XIXe siècle par l'historiographie comme un marqueur l'histoire européenne correspondant à l'arrêt de l'expansion musulmane en Europe occidentale, alors que les recherches actuelles prouvent, que, du côté arabe, comme du côté franc, elle n'a pas eu à l'époque l'importance qu'on lui donne actuellement. Abd al-Rahman ibn Abd Allah al-Ghafiqi est considéré comme un chef militaire, « un homme vertueux qui mena une expédition contre le pays des Francs... ».